# 점도계

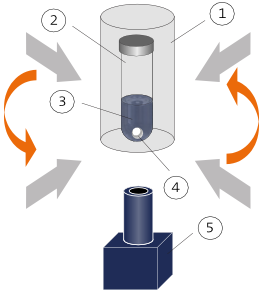

점도계(粘度計)는 유체의 점성을 재는 기구이다. 우벨로데 점도계와 오스트발트 점도계 등이 있다.